# لنا شاهين
لنا شاهين (1973م، سوريا) صحافية غزّية، مدرّبة في مجال الصحافة والإعلام، ومحاضرة في جامعة فلسطين-غزة. تشغل منصب مدير تحرير مكتب قناة الميادين في غزة. تم تكريمها من قبل الأكاديمية البريطانية للغات على عملها الصحافي. حاصلة على العديد من الجوائز العربية والأجنبية في إعداد وإخراج البرامج الوثائقية.

## الولادة والنشأة
ولدت لنا شاهين عام 1973م في سوريا، من عائلة فلسطينية مهاجرة من قرية القبيبة قضاء الرملة. درست شاهين الأدب الإنجليزي في جامعة دمشق. بعد انتقالها للعيش في قطاع غزة في فلسطين، بدأت شاهين بالتوجه المهني صوب مهنة الصحافة. في عام 1997، عملت شاهين في تلفزيون فلسطين، وكان لديها مخزون من المصطلحات السياسية بحكم دراستها للأدب الإنجليزي. تدرّجت شاهين في عملها في تلفزيون فلسطين حتى أصبحت رئيس تحرير دائرة اللغة الإنجليزية، ثم بدأت باستعارة كتب الصحافة من زملائها لتبدأ ميداناً جديداً في عالم الصحافة. عملت شاهين كمترجمة خلال قدوم وفد من مؤسسة سويدية «فويو» إلى فلسطين، قامت هذه المؤسسة بعقد دورات للتلفزيون لمدة ثلاثِ سنوات حصلت فيها شاهين على خبرة هائلة في العمل الصحفي من إعداد، وتصوير، ومونتاج، وإعداد تقارير إخبارية، وكانت تعمل مع الوفود الأجنبية للاستفادة من خبراتهم. عملت شاهين فيما بعد في مجال الصحافة المكتوبة، والمسموعة، والتلفزيون، ثم أصبحت مراسلة للتلفزيون الأردني وتلفزيون دبي لعدّة سنوات، ثم مراسلة لقناة النيل لمدّة خمس سنوات. تعمل شاهين حالياً كمراسلة ومدير تحرير مكتب غزة لقناة الميادين الفضائية.

## عملها في قناة الميادين الإخبارية
بدأت شاهين عملها مع قناة الميادين عام 2012، إذ قامت بتغطية العديد من الأحداث الساخنة في قطاع غزة، كان أبرزها حرب غزة في صيف عام 2014. ساهمت في إخراج أفلامٍ وثائقية تم عرضها على قناة الميادين، منها «حرب الآثار» الذي عرضته قناة الميادين عام 2016.

## دورها في حرب غزة عام 2014
كان لحرب غزة صيف 2014 أكبر الأثر على أداء شاهين كصحافية أولاً، وكإنسانة ثانياً. إذ قامت شاهين بتغطية أحداث حرب غزة على فضائية الميادين بشكلٍ مكثّف راصدة مشاهد الحرب الأكثر عنفاً ودمويّة، علاوةً على الأخطار التي تعرّضت لها، كان أبرزها سقوط قذيفتين على السيارة التي كانت تستقلّها عند توجهها إلى بلدة خزاعة التي تعرّضت لمجزرة بشعة على يد قوات الاحتلال الإسرائيلي، بالإضافة إلى عملها الدائم خارج البيت وبعد منتصف اللّيل في مناطق خطرة، ملتزمةً بمبدأ «المهنيّة أولاً، والوطنية تسبق كلّ شيء».

## الجوائز
كرّمت الأكاديمية البريطانية للغات الصحافية لنا شاهين، بالإضافة إلى الكاتب والمحلل السياسي أ.طلال عوكل، والصحافي تامر المسحال مراسل قناة الجزيرة الإخبارية، ومنحتهم شهادة الماجستير الفخرية في الإدارة والمقدَّمة من كليّة كامبريدج الدولية، تقديراً لعملهم في التغطية الصحفية والتقارير التي استمرت طيلة سنوات عملهم في الحقل الصحفي، وكذلك لما كان لهم من دور بارز في تغطية حرب غزة لعام 2014، وفضح جرائم الاحتلال بحق الفلسطينيين.